# Матю Бейтс
Матю Дейвид Бейтс (на английски: Matthew Bates), роден на 10 декември 1986 г. в Стоктън, Англия, е известен английски професионален футболист играл за Бристъл Сити, Дарлингтън, Ипсуич Таун, Норич Сити и Мидълзбро, а към 2013 г. играе за Брадфорд Сити. Матю Бейтс е централен защитник, но може да се включва и като полузащитник и десен бек.

## Кариера
Докато е все още на 9-годишна възраст, Матю Бейтс играе в Манчестер Юнайтед Център. След няколко години като затварят центъра, Матю е взет от градския си клуб Мидълзбро. Прави първия си дебют на 6 декември 2004 г., като сменя Джими Флойд Хаселбанк в продължението и побеждават Манчестър Сити с 3 на 2.
Бейтс е спряган за наследник на Саутгейт, но контузия през 2006 г. преждевременно приключва сезона за него. За по-малко от 2 години се възстановява и е предоставен за два месеца на Норич Сити. След завръщането му в Мидълзбро отново се контузва и се налага трета по ред операция в рамките на 18 месеца. На 11 април 2009 г. той вкарва първия си гол за Мидълзбро в мач на лигата с Hull и ги побеждават с 3 на 1.
Въпреки отпадането на Мидълзбро от Висшата лига, Бейтс иска да играе с тях и подписва нов тригодишен договор.
Матю претърпява нова контузия и се налага поредната операция. През сезон 2010 – 2011 той отново е в игра и бележи гол срещу Портсмут завършил 2 на 2.
Новият мениджър на Боро – Тони Моубрей обявява Бейтс за капитан. Матю вкарва единствения гол в равенството с Престън Норт Енд. Третият му и последен гол за сезона е срещу Шефилд Юнайтед. През следващия сезон той претърпява нова травма последвана от операция, която го изкарва за шест месеца от игра.
През 2012 г. Матю подписва краткосрочен договор с Бристъл Сити като на 17 ноември отбелязва първия си гол при дузпа. През 2013 г. Бейтс подписва нов краткосрочен договор с Брадфорд Сити.

### Статистика
| Клуб                 | Сезон     | Лига                          | Лига   | Лига   | ФА Къп | ФА Къп | Купа на Футболната лига | Купа на Футболната лига | Европа | Европа | Други  | Други  | Общо   | Общо   |
| Клуб                 | Сезон     | Дивизия                       | Мачове | Голове | Мачове | Голове | Мачове                  | Голове                  | Мачове | Голове | Мачове | Голове | Мачове | Голове |
| -------------------- | --------- | ----------------------------- | ------ | ------ | ------ | ------ | ----------------------- | ----------------------- | ------ | ------ | ------ | ------ | ------ | ------ |
| Мидълзбро            | 2004 – 05 | Английска висша лига          | 2      | 0      | 0      | 0      | 0                       | 0                       | 0      | 0      | 0      | 0      | 2      | 0      |
| Дарлингтън (назаем)  | 2004 – 05 | Английска втора футболна лига | 4      | 0      | 0      | 0      | 0                       | 0                       | 0      | 0      | 0      | 0      | 4      | 0      |
| Мидълзбро            | 2005 – 06 | Английска висша лига          | 16     | 0      | 4      | 0      | 3                       | 0                       | 5      | 0      | 0      | 0      | 28     | 0      |
| Мидълзбро            | 2006 – 07 | Английска висша лига          | 1      | 0      | 0      | 0      | 0                       | 0                       | 1      | 0      | 0      | 0      | 2      | 0      |
| Ипсуич Таун (назаем) | 2006 – 07 | Чемпиъншип                    | 2      | 0      | 0      | 0      | 0                       | 0                       | 0      | 0      | 0      | 0      | 2      | 0      |
| Норич Сити (назаем)  | 2007 – 08 | Чемпиъншип                    | 3      | 0      | 0      | 0      | 0                       | 0                       | 0      | 0      | 0      | 0      | 3      | 0      |
| Мидълзбро            | 2008 – 09 | Чемпиъншип                    | 17     | 1      | 3      | 0      | 0                       | 0                       | 0      | 0      | 0      | 0      | 20     | 1      |
| Мидълзбро            | 2010 – 11 | Чемпиъншип                    | 31     | 3      | 1      | 0      | 0                       | 0                       | 0      | 0      | 0      | 0      | 32     | 3      |
| Мидълзбро            | 2011 – 12 | Чемпиъншип                    | 37     | 2      | 3      | 0      | 2                       | 0                       | 0      | 0      | 0      | 0      | 42     | 2      |
| Бристъл Сити         | 2012 – 13 | Чемпиъншип                    | 13     | 0      | 0      | 0      | 0                       | 0                       | 0      | 0      | 0      | 0      | 13     | 0      |
| Брадфорд Сити        | 2013 – 14 | Английска първа футболна лига | 8      | 0      | 1      | 0      | 0                       | 0                       | 0      | 0      | 0      | 0      | 9      | 0      |
| Общо                 | Общо      | Общо                          | 134    | 6      | 12     | 0      | 5                       | 0                       | 6      | 0      | 0      | 0      | 157    | 6      |

## Личен живот
През 2006 г. Матю Бейтс е замесен в скандал. В интернет биват публикувани негови нецензурни снимки. През 2009 г. Бейтс започва да се среща с Шанел Хайс, с която се разделят година по-късно. Тя е майка на единственото му дете Блейкли Hайс-Бейтс, роден през 2010 г.